# Lorenz Manthey
Lorenz Louis William Manthey (* 29. März 1983 in Hamburg) ist ein ehemaliger deutscher Basketballspieler. Der 1,90 Meter große Aufbauspieler absolvierte insgesamt neun Spiele für Hamburg und Braunschweig in der Basketball-Bundesliga und war Juniorennationalspieler.

## Laufbahn
Manthey spielte in der Jugend des BCJ Hamburg und gab im Laufe der Saison 2000/2001 sein Debüt für die Hanseaten in der Basketball-Bundesliga. Nach dem Abstieg in die 2. Basketball-Bundesliga spielte er auch in der Saison 2001/2002 für Hamburg, ehe er 2002 zum Bundesligisten TXU Energie Braunschweig wechselte. Für die Niedersachsen bestritt er sieben Bundesliga-Partien und erzielte im Schnitt 2,4 Zähler pro Spiel. Darüber hinaus war er für Braunschweigs Kooperationspartner SG Braunschweig spielberechtigt und war mit einem Schnitt von 20,3 Punkten pro Begegnung fünftbester deutscher Korbschütze der 2. Bundesliga Nord.
2003 wechselte Manthey an die University of Pennsylvania. In der Saison 2003/2004 musste er aussetzen, weil er von der NCAA keine Spielberechtigung erhielt, gab dann sein Debüt im Januar 2005, absolvierte 2004/2005 acht Spiele für „Penn“ und erzielte dabei insgesamt zwei Punkte. Kurz nach Saisonbeginn 2005/2006, während deren Vorbereitung er sich verletzt hatte, verließ er die Mannschaft, um sich auf sein Studium zu konzentrieren. Damit endete seine Leistungsbasketballkarriere.
Beruflich wurde er in London in der Finanzbranche tätig.

### Nationalmannschaft
Manthey bestritt während der Ausscheidungsrunde für die Kadetten-Europameisterschaft 1999 fünf Partien für die deutsche Juniorennationalmannschaft und erzielte im Schnitt 10,6 Punkte pro Spiel. Auch im Folgejahr kam er zu Länderspielen.